# Elizabeth Shippen Green
Elizabeth Shippen Green (1er septembre 1871 – 29 mai 1954) est une illustratrice américaine. Elle illustre des livres pour enfants et travaille pour des publications telles que The Ladies' Home Journal, The Saturday Evening Post et Harper's Magazine.

## Éducation
Green s'inscrit à l'Académie des Beaux-Arts de Pennsylvanie en 1887 et étudie avec les peintres Thomas Pollock Anshutz, Thomas Eakins et Robert Vonnoh. Elle commence ensuite à étudier avec Howard Pyle au Drexel Institute où elle rencontre Violet Oakley et Jessie Willcox Smith.

## Mouvement "Nouvelle femme"
À mesure que les possibilités d'éducation se multiplient au XIXe siècle, les femmes artistes deviennent membres d'organisations professionnelles, notamment en fondant leurs propres associations artistiques. Les œuvres d'art réalisées par les femmes sont considérées comme inférieures et, pour aider à surmonter ce stéréotype, les femmes deviennent « de plus en plus bruyantes et confiantes » dans la promotion du travail des femmes et font ainsi partie intégrante de l'image émergente de la « Nouvelle Femme » instruite, moderne et plus libre. Elle y croise d'autres illustratrices à succès comme Jennie Augusta Brownscombe, Jessie Willcox Smith, Rose O'Neill et Violet Oakley.
Green est membre du Plastic Club de Philadelphie, une organisation créée pour promouvoir « l'art pour l'art ». Bon nombre des femmes qui ont fondé l'organisation sont des étudiantes de Howard Pyle. Elle est fondée pour fournir un moyen de s'encourager mutuellement professionnellement et de créer des opportunités de vendre leurs œuvres d'art,.

## Illustratrice
Elle publie avant l'âge de dix-huit ans et commence à réaliser des dessins et des illustrations à la plume et à l'encre pour St. Nicholas Magazine, Woman's Home Companion et The Saturday Evening Post. En 1901, elle signe un contrat d'exclusivité avec le mensuel Harper's Magazine. Elle est également illustratrice de livres.

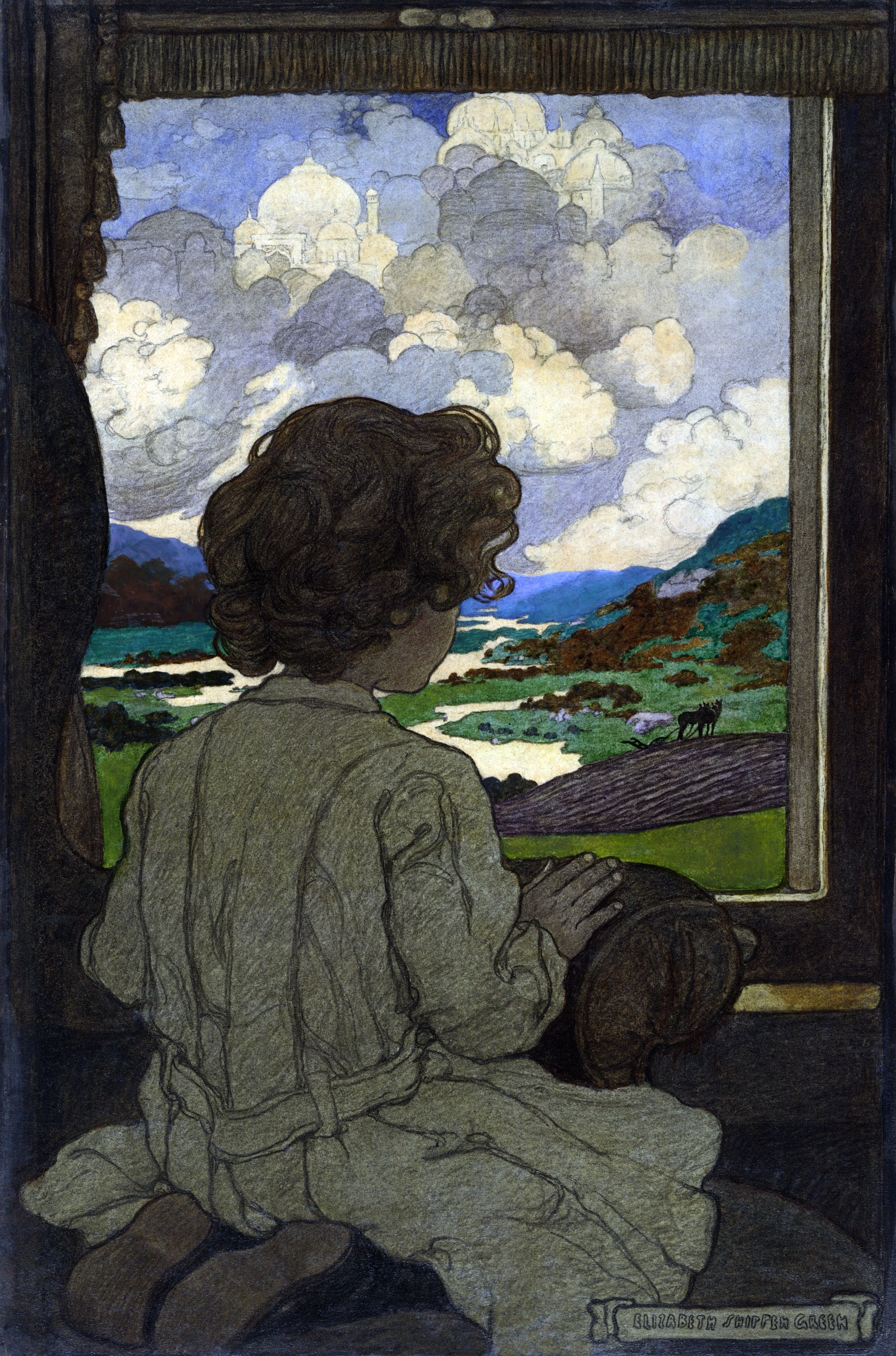
"The Journey", pour une série de poèmes de Joséphine Preston Peabody, 1903
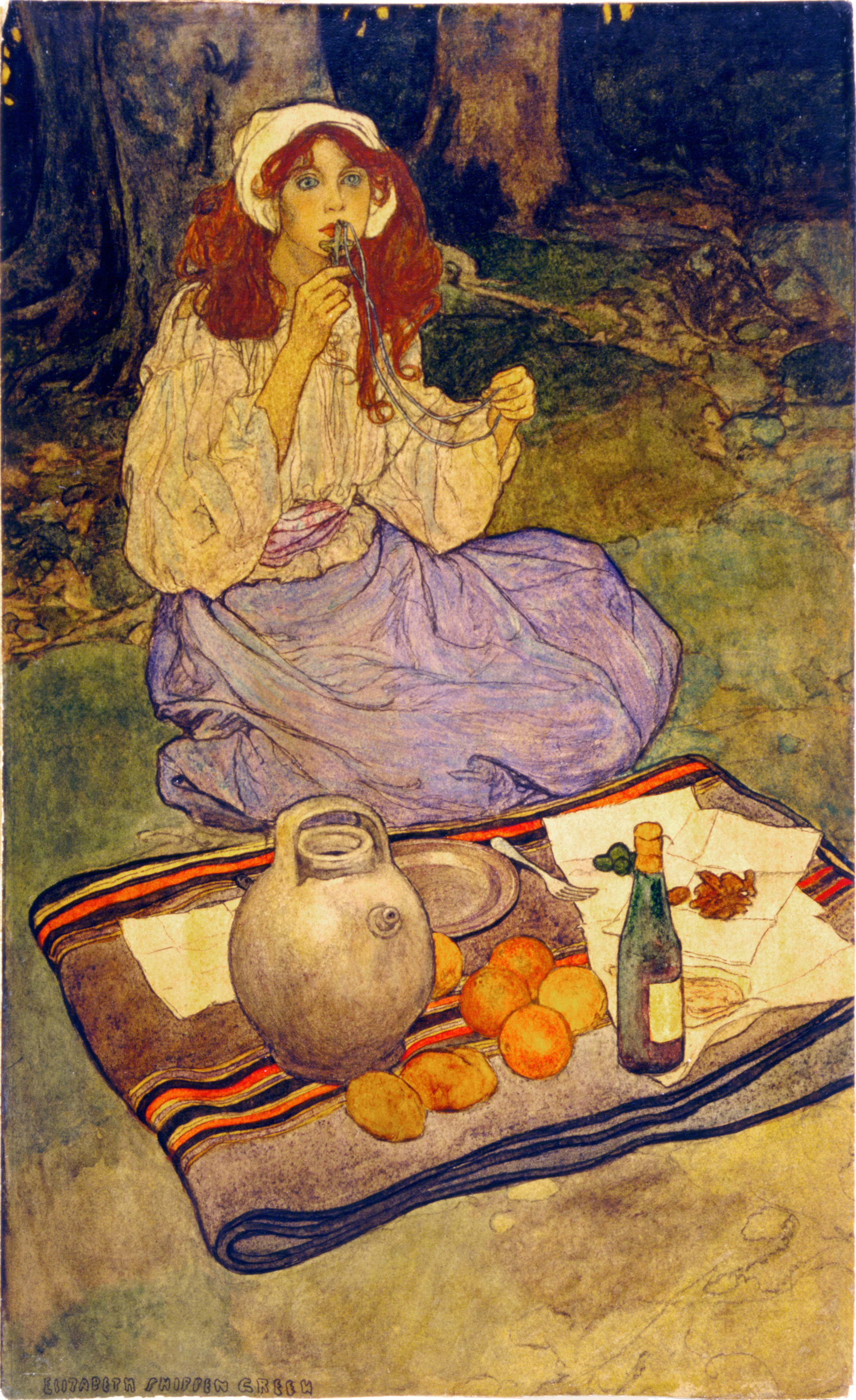
"Miguela, toujours agenouillée, le porta à sa lèvre", Magazine Harper, 1906
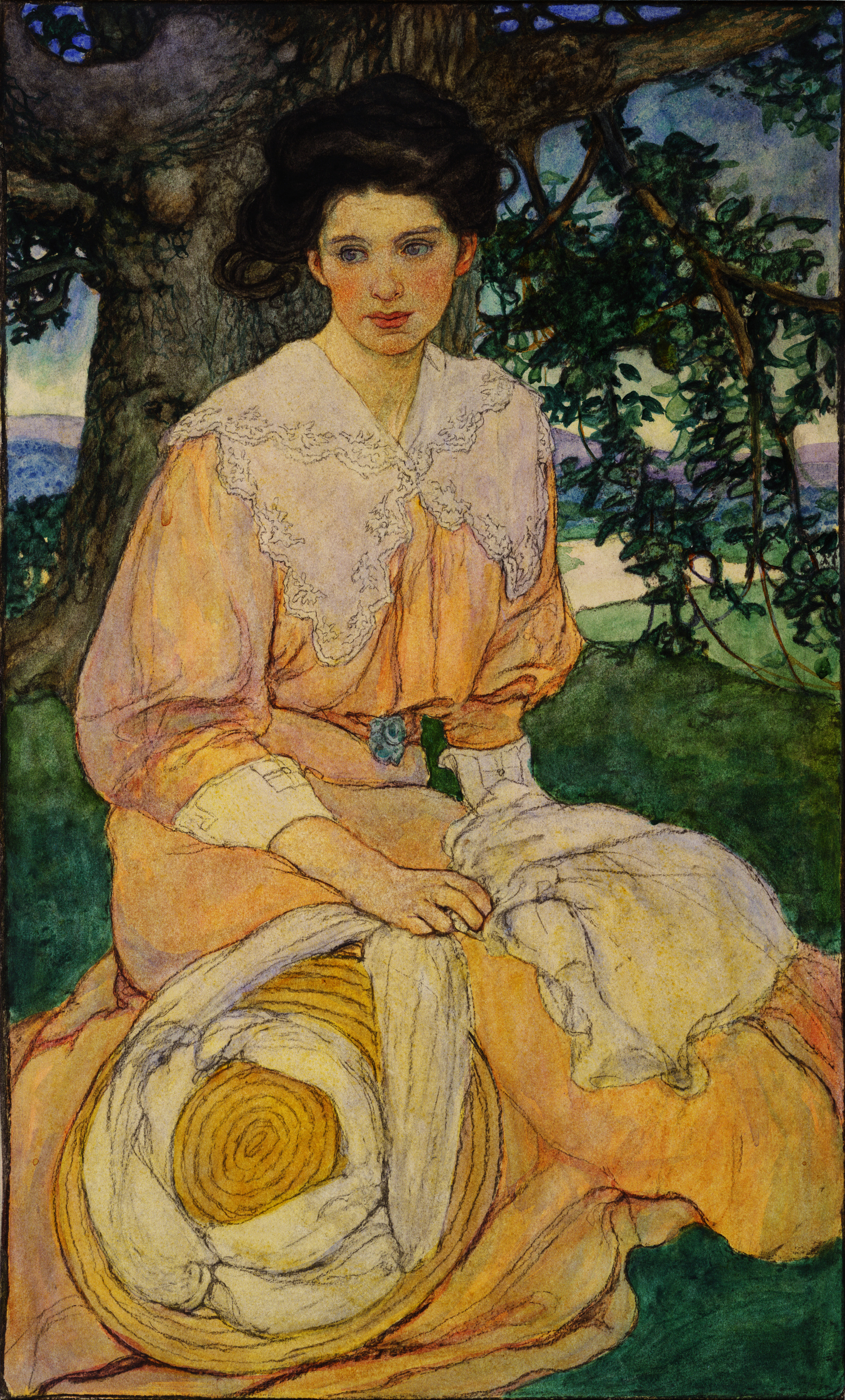
"Giséle", Magazine Harper, 1908
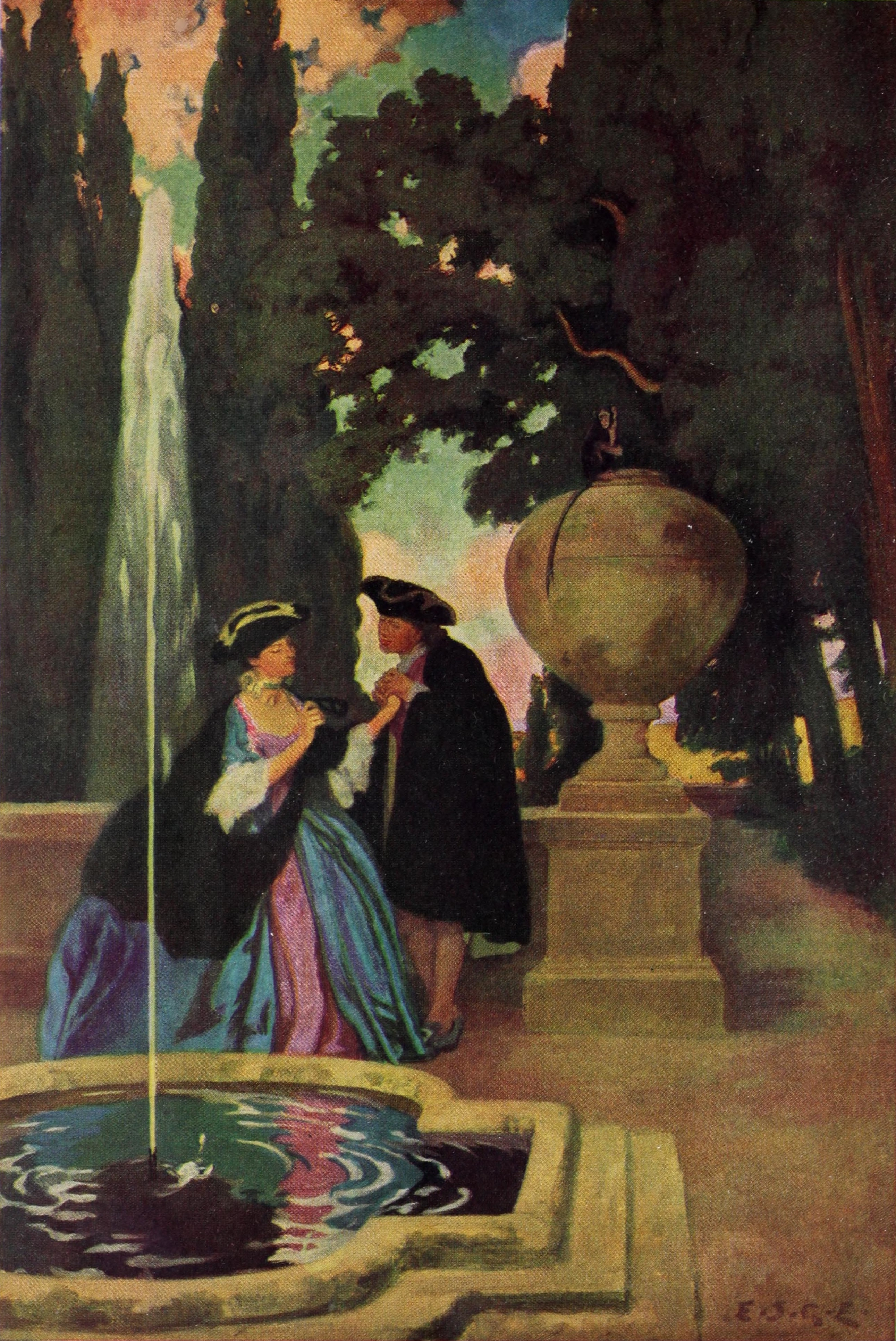
Magazine Harper, 1922

En 1903, elle et Florence Scovel Shinn sont les premières femmes à être élues membres associés de la Society of Illustrators, même si les femmes ne sont pas autorisées à être membres à part entière de l'organisation à cette époque. En 1905, Green remporte le prix Mary Smith lors de l'exposition annuelle de l'Académie des beaux-arts de Pennsylvanie. En 1994, elle est élue à titre posthume au Temple de la renommée de la Society of Illustrators.

## Vie privée

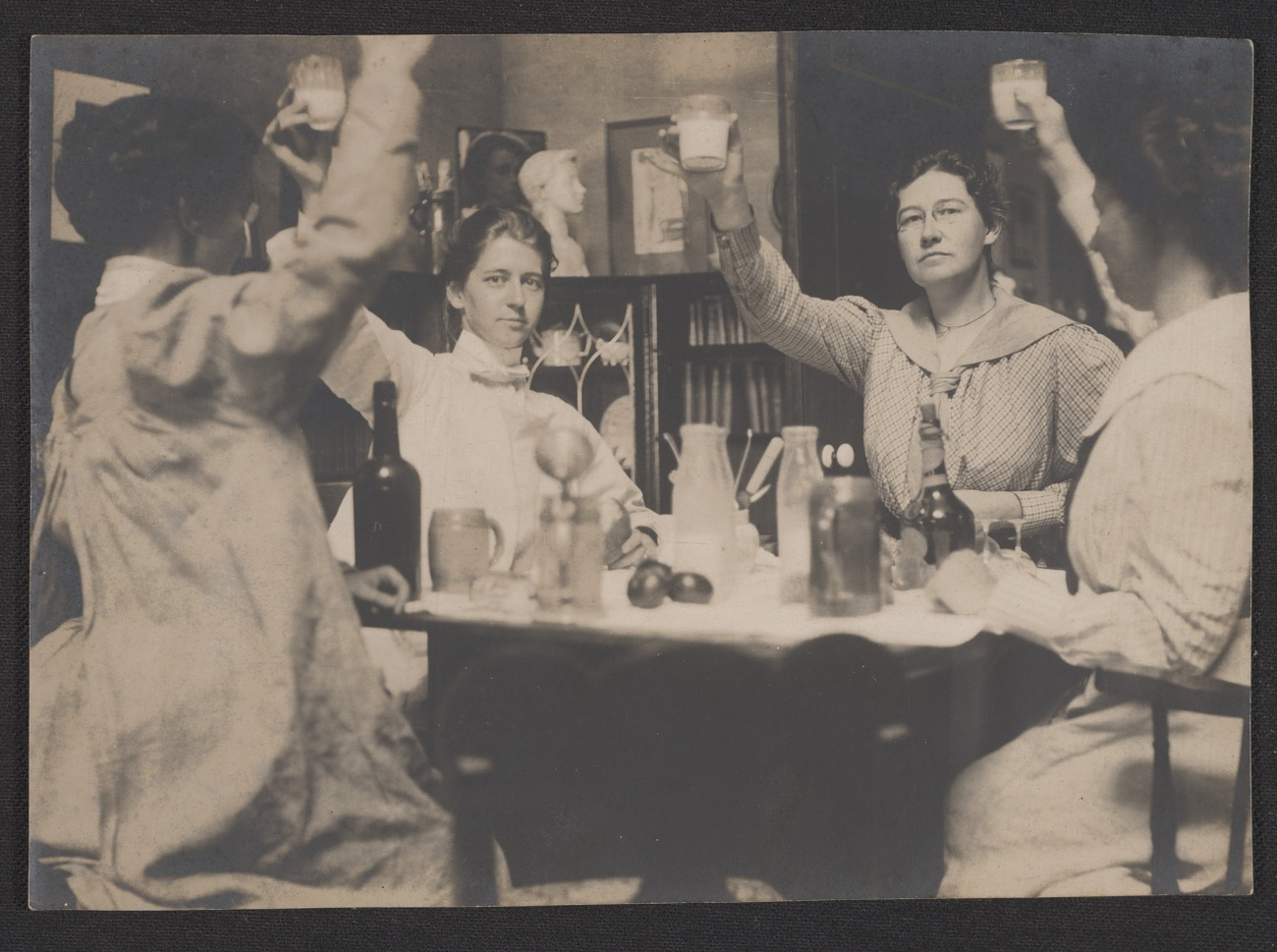
Violet Oakley, Jessie Wilcox Smith, Elizabeth Shippen Green et Henrietta Cozens, ca. 1901

Green est une amie proche d'Oakley et Smith. Elles vivent ensemble d'abord au Red Rose Inn (elles sont appelées « les filles Red Rose » par Pyle) et plus tard à Cogslea, leur maison dans le quartier de Mount Airy à Philadelphie.
En 1911, à l'âge de quarante ans, Green épouse Huger Elliott, professeur d'architecture, après cinq ans de fiançailles, et quitte Cogslea. Green continue à travailler tout au long des années 1920 et illustre un alphabet de vers absurdes avec son mari, An Alliterative Alphabet Destined at Adult Abecedarians (1947),. Green est décédée le 29 mai 1954,.